# Parròquia de Laža
La Parròquia de Laža (en letó: Lažas pagasts) és una unitat administrativa del municipi d'Aizpute, Letònia. Abans de la reforma territorial administrativa de l'any 2009 pertanyia al raion de Liepaja.

## Pobles, viles i assentaments
- Apriķi
- Lanksēži
- Mežgaļi
- Padure
- Štakeldanga
- Tebras

## Rius
- Tebra